# Вірменія на літніх Олімпійських іграх 2008
Вірменію на літніх Олімпійських іграх 2008 представляли 25 спортсменів у 7 видах спорту. Вірменія здобула шість бронзових нагород і посіла у загальнокомандному заліку 79 місце.

## Медалісти
| Медалі | Спортсмени               | Вид спорту     | Дисципліна               |
| ------ | ------------------------ | -------------- | ------------------------ |
| Бронза | Роман Амоян              | Боротьба       | Греко-римська, до 55 кг  |
| Бронза | Тигран Мартиросян        | Важка атлетика | до 69 кг                 |
| Бронза | Ґеворґ Давтян            | Важка атлетика | до 77 кг                 |
| Бронза | Юрій Патрикеєв           | Боротьба       | Греко-римська, до 120 кг |
| Бронза | Тигран Вардан Мартиросян | Важка атлетика | до 85 кг                 |
| Бронза | Грачик Джавахян          | Бокс           | до 60 кг                 |

## Бокс
Від Вірменії на Олімпійські ігри кваліфікувалось чотири боксера. Джаваханян і Амбарцумян кваліфікацією у своїх вагових категоріях здобули на чемпіонаті світу з боксу. Акобян кваліфікувався в середній вазі на першому європейському відбірковому турнірі.
| Спортсмен         | Змагання | 1/32                                | 1/16                                | Чвертьфінали              | Півфінали                       | Фінал              | Фінал      |
| Спортсмен         | Змагання | Суперник Результат                  | Суперник Результат                  | Суперник Результат        | Суперник Результат              | Суперник Результат | Місце      |
| ----------------- | -------- | ----------------------------------- | ----------------------------------- | ------------------------- | ------------------------------- | ------------------ | ---------- |
| Оганес Даніелян   | до 48 кг | Томас Ессомба (CMR) Пер. 9-3        | Біржан Жакипов (KAZ) Пор. 7-13      | Не пройшов                | Не пройшов                      | Не пройшов         | Не пройшов |
| Грачик Джавахян   | до 60 кг | BYE                                 | Рашид Олавале Лавал (NGR) Пер. 12-0 | Пек Чон Соп (KOR) Пер. WO | Олексій Тищенко (RUS) Пор. 5-10 | Не пройшов         | 3          |
| Едуард Амбарцумян | до 64 кг | Мануель Фелікс Діас (DOM) Пор. 4-11 | Не пройшов                          | Не пройшов                | Не пройшов                      | Не пройшов         | Не пройшов |
| Андранік Акопян   | до 75 кг | Ахмед Сараку (GHA) Пер. 14-8        | Елшод Расулов (UZB) Пор. 3-7        | Не пройшов                | Не пройшов                      | Не пройшов         | Не пройшов |

## Боротьба
Позначення:
- ЧП — Чиста перемога.
- ОЗ — у переможеного зберігаються технічні очки.
- ОН — у переможеного зберігаються технічні очки.

Чоловіки, вільна боротьба
| Спортсмен       | Змагання | Кваліфікація                | 1/16                   | Чвертьфінал                    | Півфінал           | Втішний бій 1      | Втішний бій 2                       | Фінал / БМ         | Фінал / БМ |
| Спортсмен       | Змагання | Суперник Результат          | Суперник Результат     | Суперник Результат             | Суперник Результат | Суперник Результат | Суперник Результат                  | Суперник Результат | Місце      |
| --------------- | -------- | --------------------------- | ---------------------- | ------------------------------ | ------------------ | ------------------ | ----------------------------------- | ------------------ | ---------- |
| Мартин Берберян | до 60 кг | Азарбаяні (CAN) Пор. 0-3 ОН | Не пройшов             | Не пройшов                     | Не пройшов         | Не пройшов         | Не пройшов                          | Не пройшов         | 17         |
| Сурен Маркосян  | до 66 кг | Фарнієв (RUS) Пор. 1-3 ОЗ   | Не пройшов             | Не пройшов                     | Не пройшов         | Не пройшов         | Не пройшов                          | Не пройшов         | 18         |
| Арутюн Єнакян   | до 84 кг | BYE                         | Рімі (TUN) Пер. 3-1 ОЗ | Міндорашвілі (GEO) Пор. 0-3 ОН | Не пройшов         | BYE                | Давид Бічинашвілі (GER) Пор. 1-3 ОЗ | Не пройшов         | 8          |

Чоловіки, греко-римська боротьба
| Спортсмен         | Змагання  | Кваліфікація               | 1/16                       | Чвертьфінал                 | Півфінал                   | Втішний бій 1      | Втішний бій 2             | Фінал / БМ                 | Фінал / БМ |
| Спортсмен         | Змагання  | Суперник Результат         | Суперник Результат         | Суперник Результат          | Суперник Результат         | Суперник Результат | Суперник Результат        | Суперник Результат         | Місце      |
| ----------------- | --------- | -------------------------- | -------------------------- | --------------------------- | -------------------------- | ------------------ | ------------------------- | -------------------------- | ---------- |
| Роман Амоян       | до 55 кг  | BYE                        | Іманбаєв (KAZ) Пер. 3-1 ОЗ | Ґоґітадзе (GEO) Пер. 3-1 ОЗ | Байрамов (AZE) Пор. 1-3 ОЗ | BYE                | BYE                       | Ернандес (CUB) Пер. 3-1 ОЗ | 3          |
| Карен Мнацаканян  | до 60 кг  | Сасамото (JPN) Пор. 1-3 ОЗ | Не пройшов                 | Не пройшов                  | Не пройшов                 | Не пройшов         | Не пройшов                | Не пройшов                 | 17         |
| Арман Адікян      | до 66 кг  | Лорінц (HUN) Пор. 1-3 ОЗ   | Не пройшов                 | Не пройшов                  | Не пройшов                 | Не пройшов         | Не пройшов                | Не пройшов                 | 14         |
| Арсен Джулфалакян | до 74 кг  | Шацьких (UKR) Пер. 3-1 ОЗ  | Баксі (HUN) Пор. 1-3 ОЗ    | Не пройшов                  | Не пройшов                 | Не пройшов         | Не пройшов                | Не пройшов                 | 10         |
| Денис Форов       | до 84 кг  | Мацумото (JPN) Пер. 3-1 ОЗ | Верінг (USA) Пер. 3-1 ОЗ   | Абрагамян (SWE) Пор. 1-3 ОЗ | Не пройшов                 | Не пройшов         | Не пройшов                | Не пройшов                 | 7          |
| Юрій Патрикеєв    | до 120 кг | BYE                        | Сакр (EGY) Пер. 3-1 ОЗ     | Лопес (CUB) Пор. 1-3 ОЗ     | Не пройшов                 | BYE                | Артюхін (BLR) Пер. 3-1 ОЗ | Сьоберг (SWE) Пер. 3-1 ОЗ  | 3          |

## Важка атлетика
Чоловіки
| Спортсмен                | Змагання | Ривок     | Ривок | Поштовх   | Поштовх | Всього | Місце |
| Спортсмен                | Змагання | Результат | Місце | Результат | Місце   | Всього | Місце |
| ------------------------ | -------- | --------- | ----- | --------- | ------- | ------ | ----- |
| Тигран Геворг Мартиросян | до 69 кг | 153       | 3     | 185       | 3       | 338    | 3     |
| Ґеворґ Давтян            | до 77 кг | 165       | 2     | 195       | 5       | 360    | 3     |
| Ара Хачатарян            | до 77 кг | 162       | 4     | 191       | 10      | 353    | 7     |
| Едґар Ґеворґян           | до 85 кг | 176       | 5     | 196       | DNF     | 176    | DNF   |
| Тигран Вардан Мартиросян | до 85 кг | 177       | 4     | 203       | 3       | 380    | 3     |

Жінки
| Спортсмен        | Змагання | Ривок     | Ривок | Поштовх   | Поштовх | Всього | Місце |
| Спортсмен        | Змагання | Результат | Місце | Результат | Місце   | Всього | Місце |
| ---------------- | -------- | --------- | ----- | --------- | ------- | ------ | ----- |
| Рипсиме Хуршудян | до 75 кг | 105       | 7     | 130       | 10      | 235    | 11    |

## Дзюдо
| Спортсмен     | Змагання     | Preliminary        | 1/32                         | 1/16                         | Чвертьфінали       | Півфінали          | Втішний бій 1      | Втішний бій 2      | Втішний бій 3      | Фінал / БМ         | Фінал / БМ |
| Спортсмен     | Змагання     | Суперник Результат | Суперник Результат           | Суперник Результат           | Суперник Результат | Суперник Результат | Суперник Результат | Суперник Результат | Суперник Результат | Суперник Результат | Місце      |
| ------------- | ------------ | ------------------ | ---------------------------- | ---------------------------- | ------------------ | ------------------ | ------------------ | ------------------ | ------------------ | ------------------ | ---------- |
| Ованес Давтян | Men's −60 кг | BYE                | Piker (CUB) Пер. 0100-0010   | Kim K-J (PRK) Пор. 0000-0022 | Не пройшов         | Не пройшов         | Не пройшов         | Не пройшов         | Не пройшов         | Не пройшов         | Не пройшов |
| Армен Назарян | Men's −66 кг | BYE                | El Hady (EGY) Пор. 0000-0001 | Не пройшов                   | Не пройшов         | Не пройшов         | Не пройшов         | Не пройшов         | Не пройшов         | Не пройшов         | Не пройшов |

## Легка атлетика
Чоловіки
| Спортсмен     | Змагання      | Кваліфікація | Кваліфікація | Фінал      | Фінал      |
| Спортсмен     | Змагання      | Distance     | Position     | Distance   | Position   |
| ------------- | ------------- | ------------ | ------------ | ---------- | ---------- |
| Мелик Джалоян | Метання списа | 64.47        | 37           | Не пройшов | Не пройшов |

Жінки
| Спортсмен   | Змагання | Heat      | Heat  | Чвертьфінал | Чвертьфінал | Півфінал   | Півфінал   | Фінал      | Фінал      |
| Спортсмен   | Змагання | Результат | Місце | Результат   | Місце       | Результат  | Місце      | Результат  | Місце      |
| ----------- | -------- | --------- | ----- | ----------- | ----------- | ---------- | ---------- | ---------- | ---------- |
| Ані Хачикян | 100 м    | 12.76     | 6     | Не пройшов  | Не пройшов  | Не пройшов | Не пройшов | Не пройшов | Не пройшов |

## Плавання
Чоловіки
| Спортсмен     | Змагання        | Heat  | Heat  | Півфінал   | Півфінал   | Фінал      | Фінал      |
| Спортсмен     | Змагання        | Time  | Місце | Time       | Місце      | Time       | Місце      |
| ------------- | --------------- | ----- | ----- | ---------- | ---------- | ---------- | ---------- |
| Мікаел Колоян | 100 м freestyle | 51.89 | 56    | Не пройшов | Не пройшов | Не пройшов | Не пройшов |

## Стрільба
Чоловіки
| Спортсмен       | Змагання                    | Кваліфікація | Кваліфікація | Фінал      | Фінал      |
| Спортсмен       | Змагання                    | Points       | Місце        | Points     | Місце      |
| --------------- | --------------------------- | ------------ | ------------ | ---------- | ---------- |
| Норайр Бахтамян | Пневматичний пістолет, 10 м | 580          | 12           | Не пройшов | Не пройшов |
| Норайр Бахтамян | Пневматичний пістолет, 50 м | 555          | 15           | Не пройшов | Не пройшов |